# Сереуль
Сереу́ль — деревня в Назаровском районе Красноярского края России. Входит в состав Сахаптинского сельсовета.

## География
Деревня расположена на расстоянии 30 км к югу от города Назарово, административного центра района.

## Население
| 2010 |
| ---- |
| 199  |

### Гендерный состав
По данным Всероссийской переписи населения 2010 года, численность населения составляла 199 человек (99 мужчин и 100 женщин).

## Известные уроженцы
- Борисенко, Григорий Яковлевич (1901—1972) — советский военный деятель, полковник, Герой Советского Союза.